# Daniel Pearl (directeur de la photographie)
Cet article concerne le cinéaste. Pour le journaliste, voir Daniel Pearl.
Pour les articles homonymes, voir Pearl.
Daniel Pearl, né en 1951 à New York (État de New York) est un directeur de la photographie américain, membre de l'ASC.
Daniel Pearl a travaillé sur de nombreux longs métrages, plus de 400 clips vidéo et plus de 250 publicités. Il est connu pour son travail de directeur de la photographie sur divers films d'horreur, dont Massacre à la tronçonneuse (1974) et son remake (2003), Aliens vs. Predator: Requiem (2007), Vendredi 13 (2009), The Boy (2016) et Mom and Dad (2017).

## Biographie
Après avoir obtenu une maîtrise à l'université du Texas à Austin, Pearl rencontre Tobe Hooper dans un laboratoire de cinéma. Après avoir reçu quelques conseils du directeur de la photographie sur les filtres, Hooper l'invite à travailler sur Massacre à la tronçonneuse, ajoutant qu'« il est vraiment important qu'un Texan tourne ce film ».
Il remporte le premier MTV Video Music Award de la meilleure photographie pour le clip vidéo de Every Breath You Take. Il tourne aussi le clip de I'd Do Anything for Love (But I Won't Do That), réalisé par Michael Bay, qu'il cite comme « un de mes projets préférés de tous les temps... Je pense que la photographie est épurée, et qu'elle raconte une histoire sur la chanson ». Michael Bay produit en 2003 le remake de Massacre à la tronçonneuse.

## Filmographie sélective
Sauf indication contraire, les informations mentionnées dans cette section peuvent être confirmées par la base de données cinématographiques IMDb,  présente dans la section « Liens externes ».

### Cinéma
- 1974 : Massacre à la tronçonneuse (The Texas Chain Saw Massacre) de Tobe Hooper
- 1986 : L'invasion vient de Mars (Invaders from Mars) de Tobe Hooper
- 1987 : Cheeseburger film sandwich (Amazon Women on the Moon) de Joe Dante, Carl Gottlieb, Peter Horton, John Landis et Robert K. Weiss
- 2003 : Massacre à la tronçonneuse (The Texas Chainsaw Massacre) de Marcus Nispel
- 2007 : Pathfinder - Le Sang du guerrier (Pathfinder) de Marcus Nispel
- 2007 : Captivity de Roland Joffé
- 2007 : Aliens vs. Predator: Requiem de Greg et Colin Strause
- 2009 : Vendredi 13 (Friday the 13th) de Marcus Nispel
- 2012 : The Apparition de Todd Lincoln
- 2012 : No One Lives de Ryūhei Kitamura
- 2016 : The Boy de William Brent Bell
- 2017 : Mom and Dad de Brian Taylor
- 2019 : Intrusion de Deon Taylor